# Прихожан, Анна Михайловна
Анна Михайловна Прихожан (1946—2015) — советская учёный-психолог, доктор психологических наук, профессор.
Автор более 250 опубликованных работ, включая монографии и учебные пособия.

## Биография
Родилась 6 сентября 1946 года в Москве в интеллигентной семье: отец — Михаил Александрович Прихожан, заслуженный строитель СССР; мать — Подгорецкая Полина Яковлевна, выпускница ИФЛИ, была преподавателем истории; два её старших брата — Владимир и Леонид, стали титулованными врачами.
После окончания в 1964 году московской школы № 30, поступила на филологический факультет Московского государственного педагогического института им. Ленина (МГПИ, ныне Московский педагогический государственный университет), который окончила в 1968 году по специальности учитель русского языка и литературы.
По окончании вуза пришла работать в Научно-исследовательский институт общей и педагогической психологии Академии педагогических наук СССР (ныне — Психологический институт РАО), где прошла путь от лаборанта до ведущего научного сотрудника. Трудилась в одной и той же лаборатории, которая сегодня называется Лабораторией научных основ детской практической психологии.
В 1977 году защитила кандидатскую диссертацию на тему «Анализ причин тревожности в общении со сверстниками у подростков». В 1996 году — докторскую на тему «Психологическая природа и возрастная динамика тревожности : Личностный аспект».
С 2003 года А. М. Прихожан работала в Российском государственном гуманитарном университете. В 2004 году стала заведующей лабораторией психологии эмоций в Психологическом институте им. Л. С. Выготского РГГУ, продолжая активное сотрудничество с Психологическим институтом РАО. С 2007 года — профессор кафедры проектирующей психологии факультета социальной психологии и педагогики Института психологии им. Л. С. Выготского РГГУ, являлась заместителем председателя диссертационного совета РГГУ по психологическим наукам.
Анна Михайловна Прихожан не только читала лекции и вела семинарские занятия, также руководила курсовыми и дипломными работами, под её руководством были защищены 14 кандидатских диссертаций.
Лауреат Премии Президента РФ в области образования (1996) и Правительства РФ в области образования (2006, за работу «Система воспитания психологической культуры в школе») в составе научного коллектива.
Умерла 20 мая 2015 года в Москве.